# Leuronotina
Leuronotina is een geslacht van rechtvleugeligen uit de familie veldsprinkhanen (Acrididae). De wetenschappelijke naam van dit geslacht is voor het eerst geldig gepubliceerd in 1932 door Hebard.

## Soorten
Het geslacht Leuronotina omvat de volgende soorten:
- Leuronotina obesa Otte, 1984
- Leuronotina orizabae Saussure, 1884
- Leuronotina philorites Otte, 1984
- Leuronotina ritensis Rehn, 1911